# Feinte brisée
Pour les articles homonymes, voir feinte.

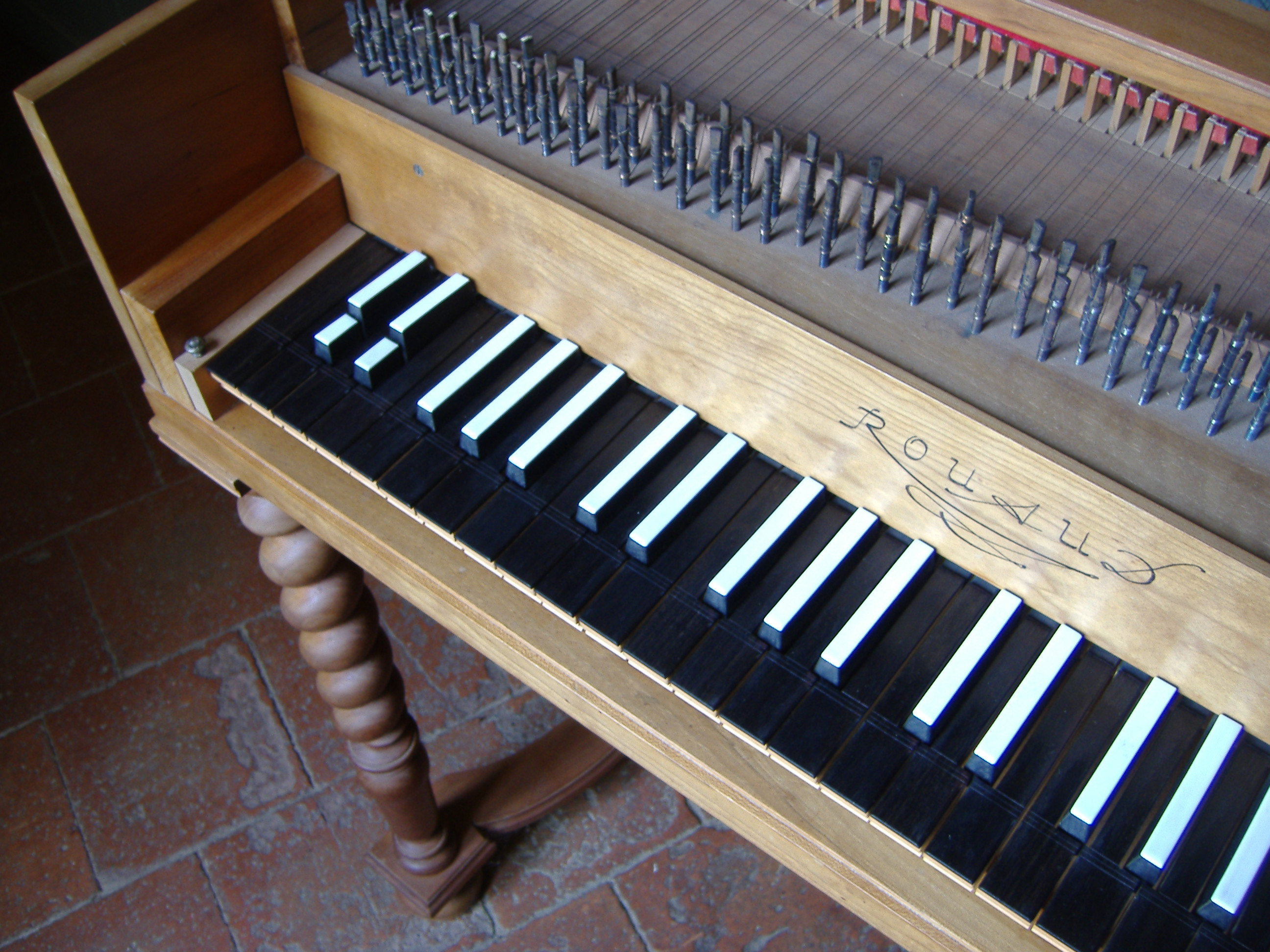
À gauche, deux feintes brisées sur un clavecin (Rouaud)

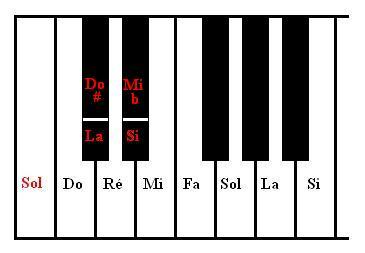
Les touches avec des notes en rouge sont des exemples de feintes brisées

Une feinte brisée est un type de touche que l'on trouve sur certains instruments de musique à clavier comme ceux de la famille du clavecin (épinette, virginal, muselaar). 
La touche chromatique (la feinte) est divisée longitudinalement en deux parties pouvant être enfoncées séparément et représentant des notes différentes. La partie postérieure est généralement placée en hauteur par rapport à la partie antérieure afin de faciliter l'accès à la touche postérieure.
Les feintes brisées, en complément de l'octave courte, permettent de disposer de notes graves tout en diminuant la largeur totale du clavier. 
Les touches antérieures sont plus petites car ces notes sont généralement moins utilisées dans la partie basse des compositions.
La touche antérieure est attribuée à une note diatonique plus grave, la partie postérieure permet de jouer la note chromatique correspondant normalement à la position de la touche. D'autres variantes sont possibles : sur certains instruments italiens, on retrouve les combinaisons suivantes pour les parties postérieures et antérieures : Mi♭/ Ré♯ et Sol♯ / La♭. Ces notes sont équivalentes sur des claviers tempérés, mais peuvent être à des hauteurs différentes sur des claviers enharmoniques (voir Tempérament mésotonique). Cela permet à certains intervalles, comme par exemple les tierces majeures, d'être plus proches de la hauteur idéale et de sonner plus juste.
La présence des feintes brisées nécessite une certaine habitude de la part du claveciniste ou de l'organiste. 
L'absence de feintes brisées empêche certaines œuvres anciennes de pouvoir être jouées fidèlement, car certains intervalles excèdent l'écartement maximum des doigts de l'interprète. C'est pourquoi l'interprétation de ces œuvres se fait de préférence sur les instruments anciens ou « à l'ancienne » possédant les dispositifs adéquats.